# Liparó
Liparó är en ort i Grekland.   Den ligger i prefekturen Nomós Péllis och regionen Mellersta Makedonien, i den norra delen av landet, 300 km norr om huvudstaden Aten. Liparó ligger 16 meter över havet och antalet invånare är 550.
Terrängen runt Liparó är platt. Runt Liparó är det ganska tätbefolkat, med 72 invånare per kvadratkilometer. Närmaste större samhälle är Giannitsá, 14,4 km öster om Liparó. Trakten runt Liparó består till största delen av jordbruksmark.